# Гарольд и Кумар уходят в отрыв
«Гарольд и Кумар уходят в отрыв» (англ. Harold & Kumar Go to White Castle или англ. Harold & Kumar Get the Munchies) — американская молодёжная комедия 2004 года в форме роуд-муви режиссёра Дэнни Лейнера. В 2008 году вышло продолжение под названием «Гарольд и Кумар 2: Побег из Гуантанамо».

## Сюжет
Гарольд Ли (Джон Чо) — инвестиционный банкир. Его коллеги ДжейДи и Билли убедили его сделать их работу, а сами уехали отдыхать. В это время Кумар Патель (Кэл Пенн) находится на собеседовании в медицинской школе, куда он пошёл по воле своего отца, и где он специально заваливает его, чтобы не получить место. Гарольд и Кумар договариваются поехать домой и покурить травки. Придя домой, Гарольд встречает свою соседку Марию, но из-за собственной застенчивости не может с ней даже поговорить. Во время курения марихуаны Гарольд и Кумар очень проголодались и, увидев рекламу закусочной White Castle, они решают поехать туда. Однако, приехав, они узнали, что ресторана там уже давно нет, а вместо него — низкопробная закусочная Burger Shack, в которой не советуют питаться даже её работники. Продавец из Burger Shack рассказывает, что ближайший White Castle находится в Черри-Хилл, и убеждает их ехать туда.
Когда Кумара начинает «отпускать», он убеждает заехать в Принстонский университет, чтобы купить ещё травки. Кумар покупает марихуану у студента по имени Брэдли (Дов Тифенбах), где он встречает двух красивых девушек и назначает им встречу в их комнате. В это время Гарольд рассказывает о своей работе корейцам из университета, и те приглашают его на свою вечеринку, но Кумар не даёт ему туда пойти. Они курят марихуану на лестнице, где их замечает охранник и бросается за ними в погоню. Убегая, друзья забегают в женский туалет и, услышав женские голоса, прячутся в одной из кабинок, откуда они потом убегают. Охранники же находят лишь Брэдли с марихуаной и арестовывают его.
Гарольд и Кумар решают ехать дальше. Во время остановки в лесу к ним в машину забегает енот и кусает Гарольда. Из-за этого они решают ехать в больницу, где работает отец и брат Кумара, у которых Кумар крадёт ID карты, чтобы украсть лечебной марихуаны. Но медбрат путает его с братом и отправляет их на операцию, где он спасает пациента от смерти и узнаёт от него, как доехать до White Castle.
По дороге Кумар замечает Марию и решает привлечь её внимание, но Гарольд пугается и нажимает на акселератор, после чего машина сваливается в кювет. Им помогает сильно изуродованный владелец грузовичка Рэнди, по прозвищу Страшила, который отвозит ребят к себе домой. Там он чинит их автомобиль и приглашает к себе в дом, чтобы они могли чего-нибудь выпить и заняться сексом с его красавицей женой. Они были не против, но когда Страшила предложил сделать «это» вчетвером, друзья сбегают и продолжают свой путь. По дороге они решили подобрать автостопщика, которым оказывается Нил Патрик Харрис под дозой экстази. Затем Гарольд и Кумар заезжают в магазин на автозаправке, чтобы спросить дорогу до ресторана. Но пока они были в магазине, Нил угоняет их машину. Решив заявить в полицию, Гарольд собирается дойти до телефонной будки на другой стороне дороги и нажимает кнопку светофора, который не срабатывает, а затем решает перейти дорогу на красный свет. Но тут откуда не возьмись появляется патрульный-расист и выписывает Гарольду штраф на 220$. Недовольный Кумар начинает ругаться с полицейским, а Гарольд случайно ударяет полицейского, и тот забирает его в участок. В тюрьме Гарольд увидел Брэдли, которого полицейские отпустили под залог, отобрав его марихуану. Кумар освобождает Гарольда, отвлекая полицию ложным вызовом, и они сбегают, украв конфискованную марихуану Брэдли. Скрываясь в лесу, они натыкаются на гепарда и, предварительно накурив его, скачут на нём дальше. Увидев в ресторане хот-догов своих друзей Голдштейна и Розенберга, они решили, что им всё-таки необходимо добраться до White Castle. Столкнувшись с группой панков, которые обычно доставали и смеялись над ними, Гарольд и Кумар крадут их грузовик. Приняв их за панков, за ними начинает гнаться полиция. Друзья пытаются от них оторваться через лес и чуть не падают с обрыва. Они прыгают с горы с дельтапланом, найденным в машине, и приземляются недалеко от искомого ресторана. Они делают большой заказ, но внезапно понимают, что у них нет денег, чтобы расплатиться. Нил Патрик Харрис, который тоже заглянул в этот ресторан, принося свои извинения, платит за них и возвращает ключи от машины.
После еды Кумар решает, что всё-таки хочет быть врачом, но просто боится. Гарольд замечает своих коллег, которые свалили на него свою работу, вместе с двумя девушками, развлекающимися после вечеринки. Он заявляет, что больше никогда не будет им помогать и заявляет, что они сами всегда должны делать свою работу или их уволят. После возвращения домой Гарольд встречает Марию, которая уезжает на десять дней в Амстердам, и признается ей в любви. Кумар убеждает Гарольда, поехать с ней в Амстердам, чтобы продолжить встречаться с Марией, напомнив ему, что марихуана является законной в Нидерландах.

## В ролях
| Актёр               | Роль                    |
| ------------------- | ----------------------- |
| Кэл Пенн            | Кумар Патель            |
| Джон Чо             | Гарольд Ли              |
| Паула Гарсес        | Мария                   |
| Нил Патрик Харрис   | в роли самого себя      |
| Дэвид Крамхолц      | Сэт Голдштейн           |
| Эдди Томас          | Энди Розенберг          |
| Энтони Андерсон     | Продавец в Burger Shack |
| Дов Тифенбах        | Брэдли                  |
| Райан Рейнольдс     | медбрат                 |
| Кристофер Мелони    | «страшила» Рэнди        |
| Малин Мария Акерман | Лиан, жена страшилы     |
| Теа Эндрюс          | телеведущая             |

## Саундтрек
Harold & Kumar Go to White Castle : Original Soundtrack выпущен 27 июля 2004 года. Сборник содержит 16 песен из фильма.
Track list
1. «Chick Magnet» — MxPx
2. «One Good Spliff» — Ziggy Marley / The Melody Makers
3. «Yeah (Dream of Me)» — All Too Much
4. «Righteous Dub» — Long Beach Dub All Stars
5. «Shunk One» — Kottonmouth Kings
6. «Same Old Song» — Phunk Junkeez
7. «White Castle Blues» — The Smithereens
8. «Crazy On You» — Heart
9. «Cameltoe» — Fannypack
10. «Kinda High, Kinda Drunk» — Coolio
11. «Mary Jane» — Rick James
12. «I Wanna Get Next to You» — Rose Royce
13. «Hold On» — Wilson Phillips
14. «Ridin'» — Classic & 86
15. «5ves» — Heiruspecs
16. «Total Eclipse of the Heart» — Nicki French

Песни, которые присутствовали в фильме, но не были включены в официальный сборник:
1. «Also Sprach Zarathustra» — David Kitay
2. «Baby Baby» — Amy Grant
3. «Ballin' Boy» — No Good
4. «Click Click Pow» — Lexicon
5. «Dance of the Warrior» — Zion I
6. «Fall In Line» — Phunk Junkeez
7. «Faraway» — Dara Schindler
8. «Gangsta Gangsta» — J. O'Neal / D. Black
9. «Girl From Ypsilanti» — Daniel May
10. «Let's Get Retarded» — Black Eyed Peas (оригинальная версия «Let's Get It Started»)
11. «Looney» — Moonshine Bandits
12. «Mariachi Speier» — Eric Speier
13. «On the Ganges» — Matt Hirt
14. «Rock to the Rhythm» — Lexicon
15. «Rock Your Body 2004» — Stagga Lee

- Джон Чо и Кэл Пенн за роль в этом фильме удостоены двух наград премии MTV Movie Awards 2005 — «Лучший танцевальный дуэт» и «Лучшая экранная команда».
- Фильм был положительно встречен критикой. Его рейтинг на сайте Rotten Tomatoes составил 73 %.[1][2]